# Construccions de pedra seca XIV (el Vilosell)
Construccions de pedra seca XIV és una obra del Vilosell (Garrigues) inclosa a l'Inventari del Patrimoni Arquitectònic de Catalunya.

## Descripció
És una cabana orientada cap a nord feta amb carreus de pedra sense treballar units sense cap tipus d'argamassa. Està feta aprofitant les pedres que hi havia al coster del costat, fent-les servir com a contrafort per a la volta. Aquesta cabana destaca respecte la resta per la fesonomia de la façana, semblant a la d'una casa comuna. L'entrada està centrada, els muntants i la llinda són grans lloses de pedra ben escairats; en aquesta hi figura la data de 1916. La coberta és allindanada amb una volta de canó al centre. Al seu interior hi ha una menjadora per animals, un armari i un petit altell fet de canyís.